# Petrus Domenicus Rosius à Porta
Petrus Domenicus Rosius à Porta (* 1. Oktober 1734 in Ftan; † 19. Mai 1806 in Zuoz) war ein Schweizer reformierter Geistlicher und Kirchenhistoriker.

## Leben
Petrus Domenicus Rosius à Porta wurde im Jahre 1734 in Ftan in Graubünden als Sohn des Peter Rosius geboren. Er studierte Theologie an den Akademien in Bern, Basel, Debrecen und in Nagy-Enyed (Siebenbürgen). Dort absolvierte er zusätzlich eine Anlehre als Buchdrucker. 1756 nahm ihn die evangelisch-rätische Synode auf, womit er im Freistaat der Drei Bünde als Pfarrer tätig sein durfte. Im gleichen Jahr übernahm er die Pfarrstelle in Feldis und wechselte ein Jahr darauf nach Masein. 1758 wurde er in seinem Heimatort Ftan zum Pfarrer gewählt, wo er bis 1764 blieb. 1760 heiratete er Greta Nicola, 1764 Anna Stoupan Sechia. 1765 setzte man ihn in S-chanf ein und 1781 in Castasegna. 1791 ging er nach Soglio GR und blieb dort zehn Jahre lang Pfarrer. 1801 kehrte er nochmals in sein Heimatdorf Ftan zurück. 1803 wurde er Vertretungsvikar in Zuoz, was er bis zu seinem Tode am 19. Mai 1806 blieb.

## Wirken
à Porta beteiligte sich besonders innerhalb der Synode und war Präsident des Unterengadins in Sent. Unter anderem beteiligte er sich bei der Vermittlung und Beilegung des Streites mit der Herrnhuter Brüdergemeine. 
à Porta war einer der bedeutendsten Aufklärungstheologen Graubündens. Von ihm stammt die Historia Reformationis Ecclesiarum Raeticarum, ein zwischen 1771 und 1777 in Chur erschienenes zweibändiges Werk zur Bündner Reformationsgeschichte, das zu seiner Zeit unbeachtet blieb, aber für die nachfolgende Forschung wichtig werden sollte. Die Quellen zum Werk, das den Zeitraum bis 1648 umfasste, sammelte er bereits ab 1760. Ein Manuskript zu einem wahrscheinlichen dritten Band wurde später im Familienarchiv Salis-Zizers gefunden. Das Desinteresse seiner Zeitgenossen verhinderte wahrscheinlich das Erscheinen dieses Bandes und weiterer Werke.

## Werke
- La presenzia dell succuors divin (1767)
- Cientaquater historias sacras (1770)
- Historia reformationis ecclesiarum raeticarum (zwei Bände; 1771 bis 1777)
- Dissertatio historia de eccleiae Vettonii reformationi (1785)
- Compendio della Storia della Rezia si civile che ecclesiastica (1787)
- Dissertatio historico ecclesiastico qua ecclesiarum colloquio vallis praegalliae et comitatus Clavannae (1787)